# قسموس كبريتي
قسموس كبريتي (الاسم العلمي:Cosmos sulphureus) هو نوع من النباتات يتبع جنس القسموس من الفصيلة النجمية.